# 金陵站
金陵站（：／ Geumneung yeok */?）是京義·中央線沿線的一座地面車站，位於韓國京畿道坡州市金村洞。

## 車站結構
對向式月台2面2線的地面車站，設有跨站式站房。

### 月台配置
| ↑ 雲井 |
| \| ２  |
| 金村 ↓ |

| 月台 | 路線                   | 目的地                     |
| ---- | ---------------------- | -------------------------- |
| 1    | ●首都圈電鐵京義·中央線 | 一山、龍山、首爾、龍門方向 |
| 2    | ●首都圈電鐵京義·中央線 | 金村、文山方向             |

## 历史
- 2004年10月31日 - 落成使用。
- 2009年7月1日 - 首都圈电铁京义线开始使用本站。

## 相鄰車站
韓國鐵道公社
●首都圈電鐵京義·中央線
京義線B急行、緩行
金村（K331）－金陵（K330）－雲井（K329）